# Chergui

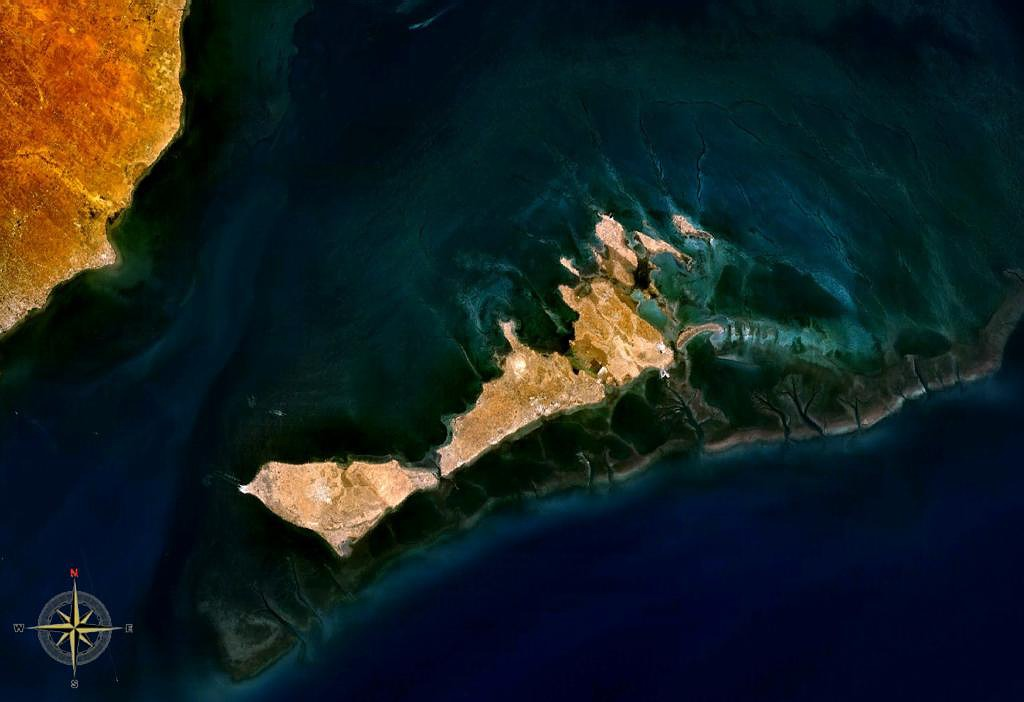
Landsat delle isole Kerkennah in Tunisia, inclusa l'isola di Chergui.

Chergui (in arabo شرقي‎? ) è la più grande delle isole Kerkenna, al largo della costa settentrionale della Tunisia. Il nome significa "orientale" in arabo. La città principale è Remla. L'isola ha una superficie di 110 km². La seconda isola più grande del gruppo, Gharbi, significa "occidentale" in arabo.

## Geografia
L'isola ha una forma approssimativamente triangolare con una base di 20 km , tra il ponte al-Kantara e il villaggio di El Attaya, e una lunghezza di 8 km. La sua superficie è di circa 110 km²; è associata a cinque isolotti disabitati, il principale dei quali si chiama Gremdi.
Concentrando undici dei tredici villaggi dell'arcipelago delle Kerkenna - compresa la capitale Remla situata nel suo centro - è la più popolosa delle due isole. I paesi sono concentrati ad ovest lungo la strada che attraversa l'isola mentre la parte orientale è per lo più occupata dalle lagune. La piccola zona alberghiera di Sidi Fredj si trova a Chergui.